# Устинівка (роз'їзд)
Роз'їзд Устинівка — залізничний роз'їзд 5-го класу Полтавської дирекції Південної залізниці на неелектрифікованій лінії Ромодан — Кременчук між зупинним пунктом Черевани (5,1 км) та станцією Рублівка (9,2 км). Розташований в селі Шепелівка Кременчуцького району Полтавської області.

## Історія

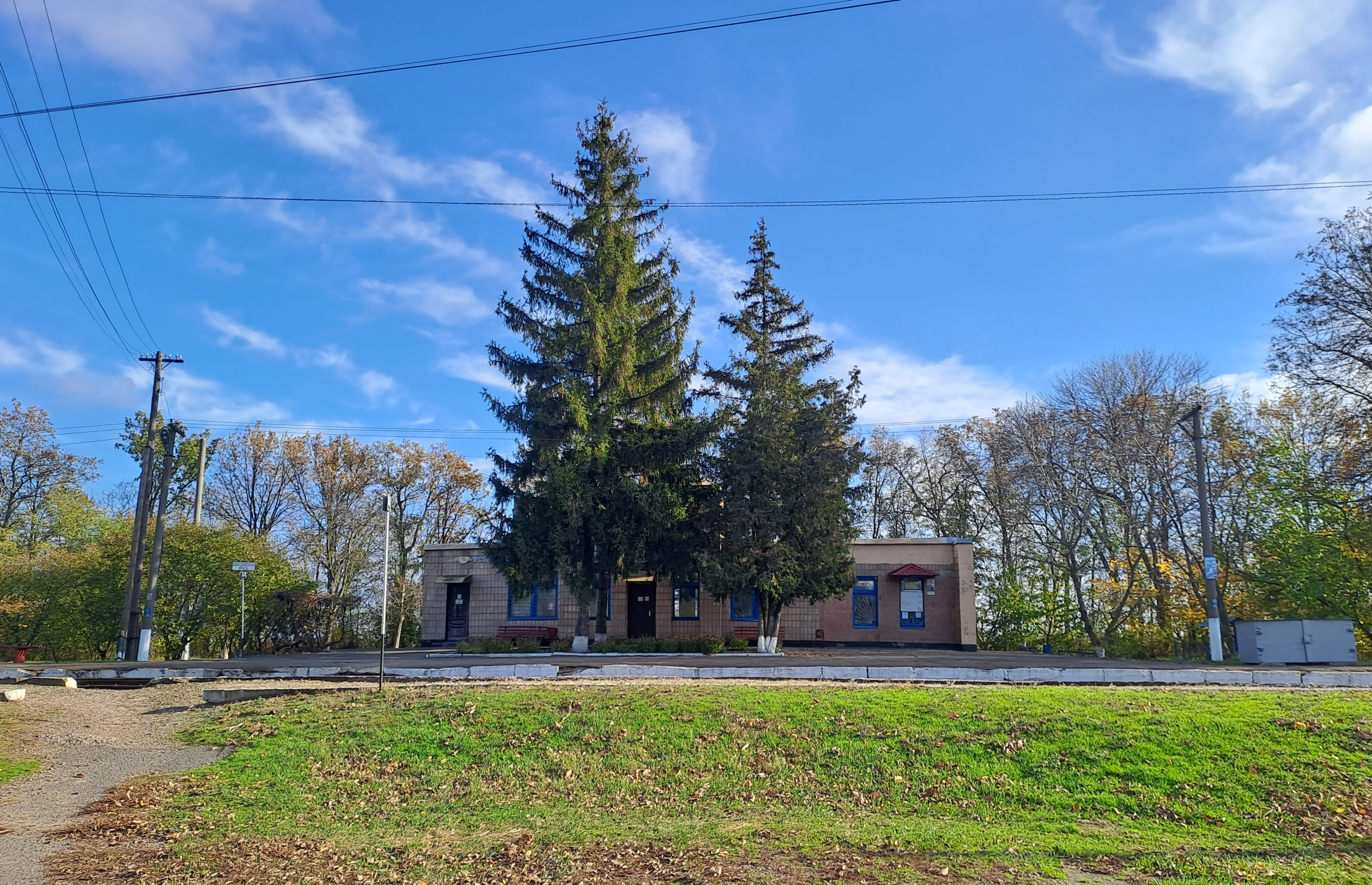
Вокзал

Роз'їзд Устинівка відкритий 1909 року завдяки землевласникам роду Устимовичей на вже існуючій лінії Кременчук — Ромодан завдожки 200 верст. Тоді була як станція, що належала Устимівським землям, через те й отримала свою назву. На колишній станції (нині — роз'їзд) споруджено невеликий вокзал.

## Пасажирське сполучення
На роз'їзді Устинівка зупиняються приміські поїзди сполученням Кременчук — Ромодан / Гадяч.

## Послуги
- Зал чекання.
- Оголошення про прибуття та відправлення поїздів.
- Продаж квитків на приміські поїзди.